# Panneau d'indication d'un créneau de dépassement en France
Le panneau d'indication d'un créneau de dépassement ou le début d'une section de route à chaussées séparées sans accès riverain est, en France, un panneau de signalisation carré à fond bleu, bordé d’un listel blanc, portant en son centre plusieurs flèches de couleur blanche de sens opposés représentant des voies de circulation. Il existe quatre variantes, codifiées C29a, C29b, C29c et C30.

## Histoire
Le panneau C29a a été instauré par arrêté en 1993. Il avait été proposé dès 1988 par le Centre d'études techniques de l'équipement (CETE).

## Usage

### Routes à chaussées séparées
La signalisation annonçant le début des créneaux de dépassement ou le début des sections de route à chaussées séparées sans accès riverain est obligatoire. Le panneau C29a doit être exclusivement implanté en présignalisation et complété par le panonceau M1
La signalisation de position du début du créneau est réalisée à l'aide d'un panneau d'indication de circulation à sens unique.
La signalisation de fin du créneau est réalisée à l'aide du panneau C28 indiquant la réduction du nombre de voies.

### Routes ou sections à trois voies affectées
La signalisation du début d’un créneau de dépassement à 3 voies affectées (2 voies dans un sens + 1 voie dans l’autre) est obligatoire. Elle doit être assurée au moyen du panneau C29b. Il doit être implanté en signalisation de position, au droit du début de la ligne axiale de délimitation des voies. Il doit être complété par le panonceau M2. Il peut être implanté en présignalisation, uniquement sur une section à 2 voies. Il doit être complété par le panonceau M1.

Créneau de dépassement à 3 voies affectées (2 voies dans un sens + 1 voie dans l’autre) (nouveaux signaux)
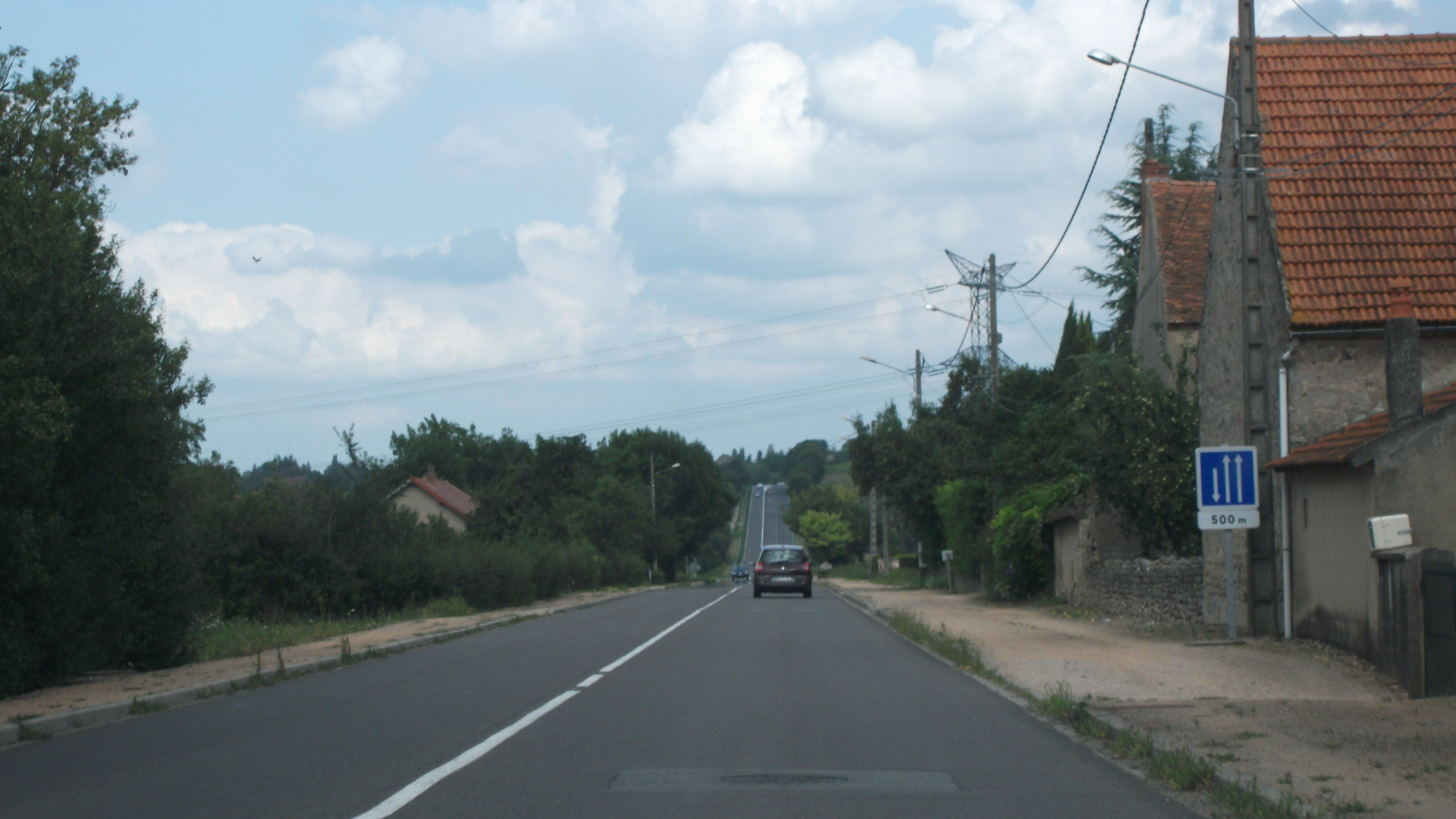
Présignalisation du créneau de dépassement
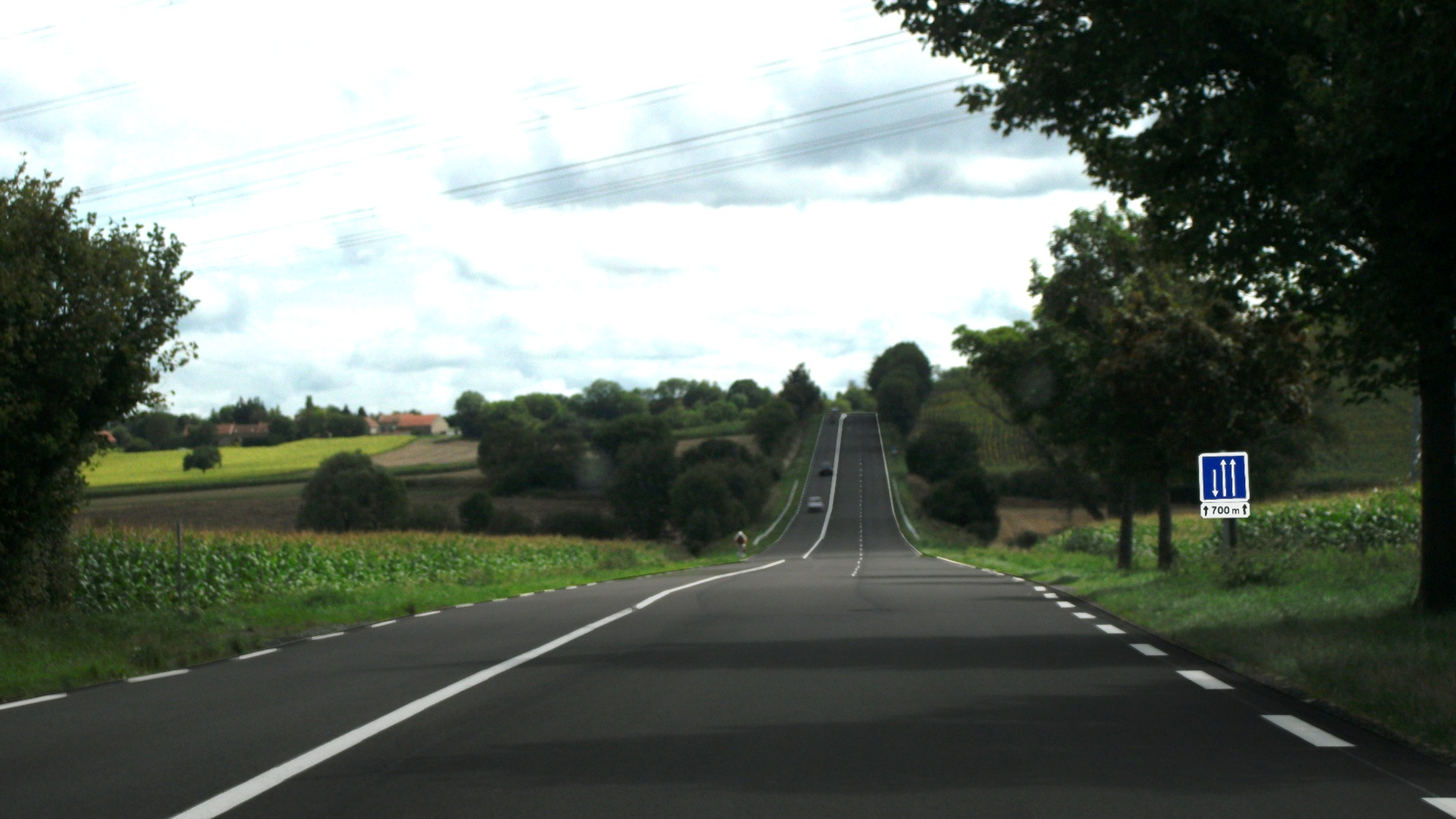
Début du créneau de dépassement sur 700 mètres

La signalisation d’un début de section de route à 3 voies affectées (1 voie dans un sens + 2 voies dans l’autre) est obligatoire. Elle doit être assurée au moyen du panneau C29c. Il doit être exclusivement implanté en signalisation de position. Il doit être complété par le panonceau M2.
La signalisation de fin d’un créneau de dépassement à 3 voies affectées (2 voies dans un sens + 1 voie dans l’autre) est obligatoire. Elle doit être assurée au moyen du panneau C30. Il doit être implanté en signalisation de position. Il ne doit pas être complété par un panonceau. Il doit être implanté en présignalisation et complété par le panonceau M1.

Fin d’un créneau de dépassement (nouveaux signaux)
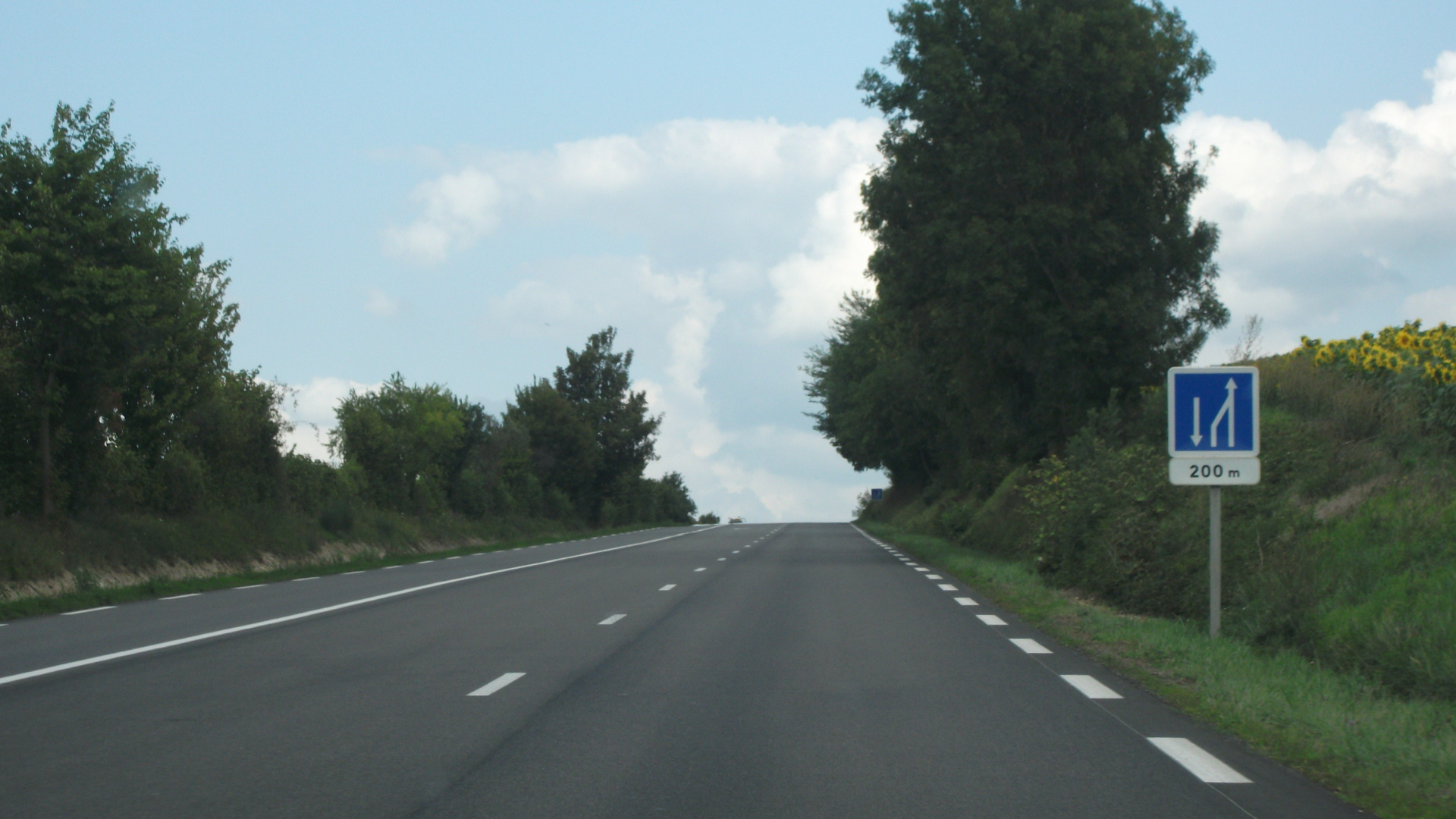
Présignalisation de la fin du créneau de dépassement à trois voies affectées
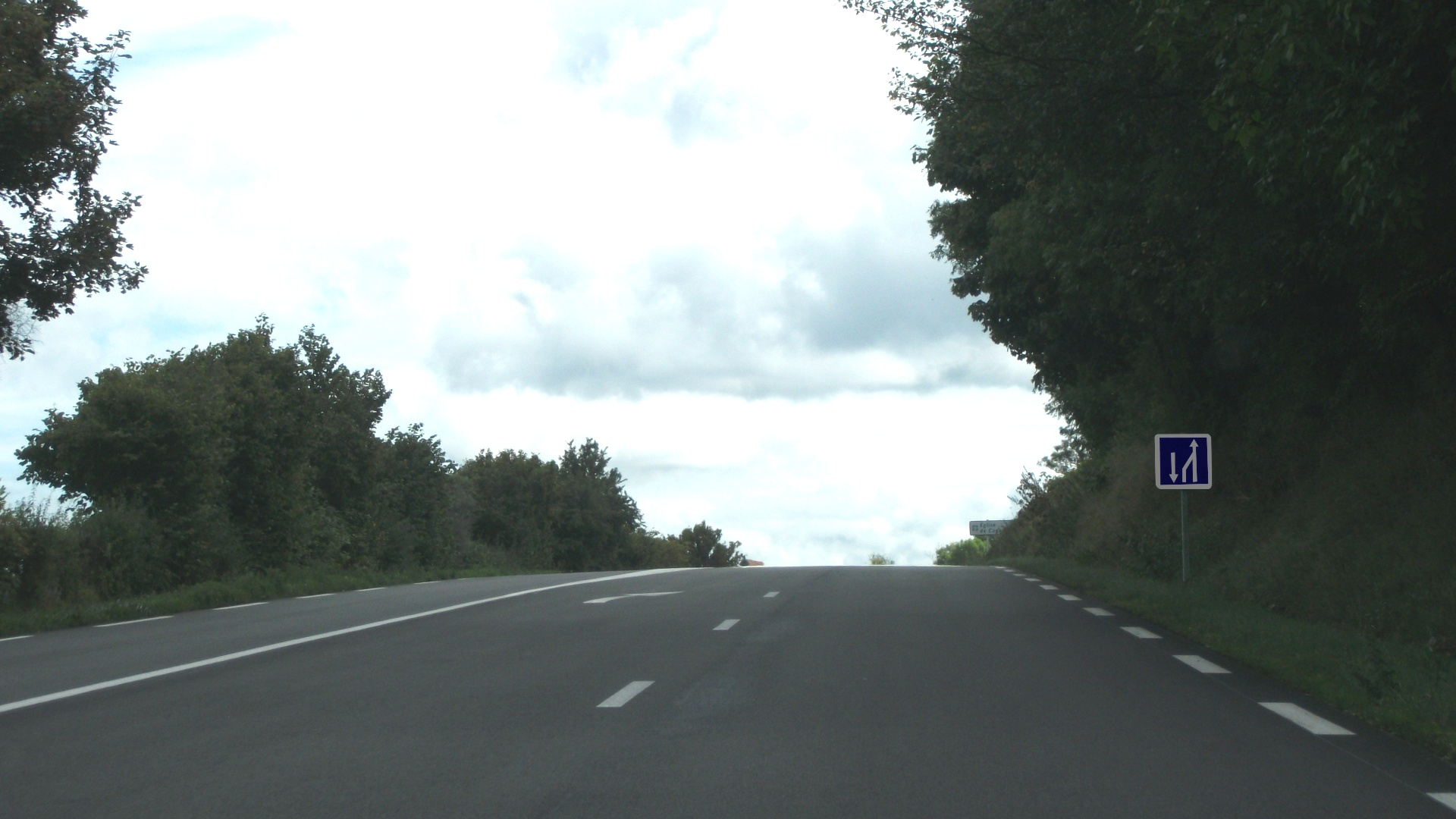
Fin du créneau de dépassement

## Caractéristiques
Il existe sept gammes de dimensions pour les panneaux d'indication C29a, C29b, C29c et C30, de forme carrée, contrairement aux autres familles de panneaux triangulaires, ronds ou le STOP qui en comprennent cinq. Les deux dimensions complémentaires sont les dimensions dites « supérieure » (1 200 mm de côté nominal) et « exceptionnelle » (1 500 mm de côté nominal).
Pour les quatre exemples ci-dessus, les panneaux sont de gamme normale.

## Implantation

### Distance latérale
Sauf contrainte de site, la distance entre l'aplomb de l'extrémité du panneau situé du côté de la chaussée et la rive voisine de cette extrémité ne doit pas être inférieure à 0,70 m.
En rase campagne, les panneaux sont placés en dehors de la zone située en bord de chaussée et traitée de telle façon que les usagers puissent y engager une manœuvre de redirection ou de freinage dite « zone de récupération », ou leur support au minimum à 2 m du bord voisin de la chaussée, à moins que des circonstances particulières s'y opposent (accotements étroits, présence d'une plantation, d'une piste cyclable, d'une voie ferrée, etc.).
En agglomération, les panneaux sont placés de manière à minimiser la gêne des piétons.
Le support d'un signal peut aussi être implanté sur une propriété riveraine ou ancré à une façade après accord du propriétaire ou par application si cela est possible en vertu du décret-loi du 30 octobre 1935 et du décret 57180 du 16 février 1957.

### Hauteur au-dessus du sol
En rase campagne, la hauteur réglementaire est fixée en principe à 1 m (si plusieurs panneaux sont placés sur le même support, cette hauteur est celle du panneau inférieur), hauteur assurant généralement la meilleure visibilité des panneaux frappés par les feux des véhicules. Elle peut être modifiée compte tenu des circonstances locales soit pour assurer une meilleure visibilité des panneaux, soit pour éviter qu'ils masquent la circulation .
En agglomération, lorsqu’il y a un éclairage public, les panneaux peuvent être placés à une hauteur allant jusqu'à 2,30 m pour tenir compte notamment des véhicules qui peuvent les masquer, ainsi que de la nécessité de ne gêner qu'au minimum la circulation des piétons.

### Position de la face
Le plan de face avant d'un panneau implanté sur accotement ou trottoir doit être légèrement incliné de 3 à 5° vers l'extérieur de la route afin d'éviter le phénomène de réflexion spéculaire qui peut, de nuit, rendre le panneau illisible pendant quelques secondes.

## Visibilité de nuit
Les panneaux et panonceaux de signalisation doivent être visibles et garder le même aspect de nuit comme de jour. Les signaux de danger sont tous rétroréfléchissants ou éventuellement dans certaines conditions définies ci-dessous, éclairés.
Les revêtements rétroréfléchissants doivent avoir fait l'objet, soit d'une homologation, soit d'une autorisation d'emploi à titre expérimental. La rétroréflectorisation porte sur toute la surface des panneaux et panonceaux à l'exception des parties noires ou grises.